# Kaavi (Saaremaa)
Koordinaten: 57° 59′ N, 22° 12′ O

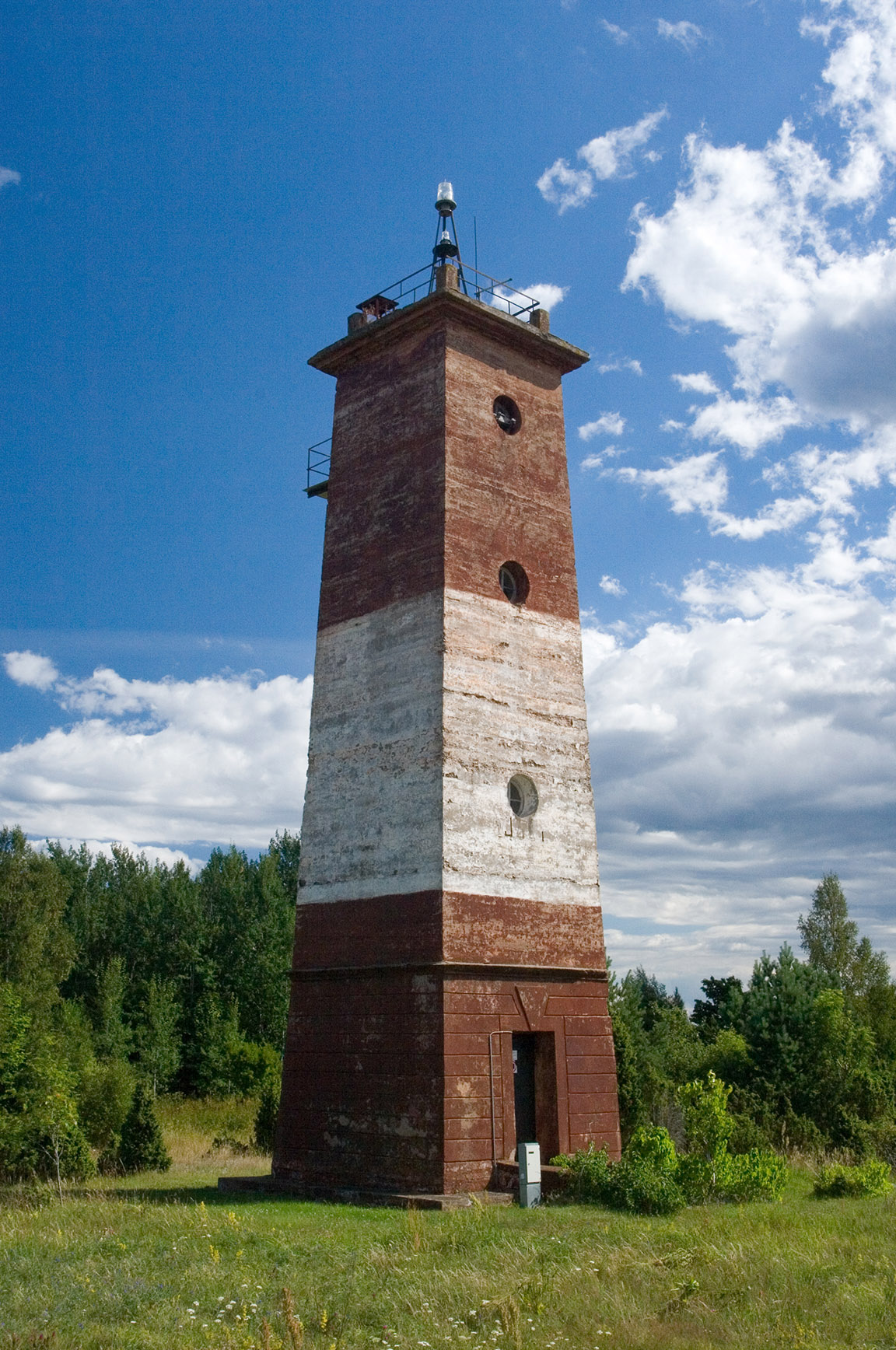
Leuchtturm von Kaavi

Kaavi (deutsch Kavi) ist ein Dorf (estnisch küla) auf der größten estnischen Insel Saaremaa. Es gehört zur Landgemeinde Saaremaa (bis 2017: Landgemeinde Torgu) im Kreis Saare.

## Beschreibung
Der Ort an der Ostküste der Halbinsel Sõrve hat achtzehn Einwohner (Stand 31. Dezember 2011). Er wurde 1645 erstmals urkundlich erwähnt.
Seit 1945 existiert der Hafen des Dorfes. 1954 wurde der Leuchtturm aus Beton errichtet. Er ist 15 Meter hoch.